# 谢德财
谢德财（1933年—），吉林永吉人，中国人民解放军将领、中国人民解放军中将。
毕业于空军航空学校。1991年，接替侯书军，担任成都军区空军司令员。1993年，接替孙景华，担任南京军区空军司令员。1996年，由卢登华接任。1993年，授中国人民解放军中将军衔。